# Teateråret 1972

## Händelser

### Okänt datum
- Åke Lagergren blir chef för Norrbottensteatern.

## Priser och utmärkelser
- O'Neill-stipendiet tilldelas Anita Björk
- Thaliapriset tilldelas Jan Malmsjö

## Årets uppsättningar

### Okänt datum
- Staffan Göthes pjäs Tjejen i Aspen har urpremiär
- Staffan Göthes pjäs En natt i februari har urpremiär
- Casinogänget med bland andra Carl-Gustaf Lindstedt och Gösta Bernhard gör comeback med revyn Kom till Casino på Intiman i Stockholm. Revyn spelas för utsålda hus i två år.